# Kol (bränsle)
För andra betydelser, se Kol (olika betydelser).

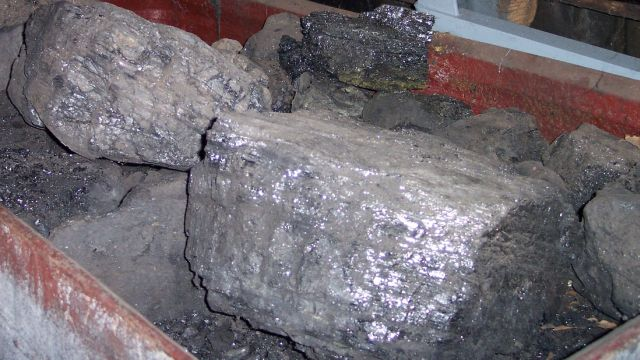
Stenkol

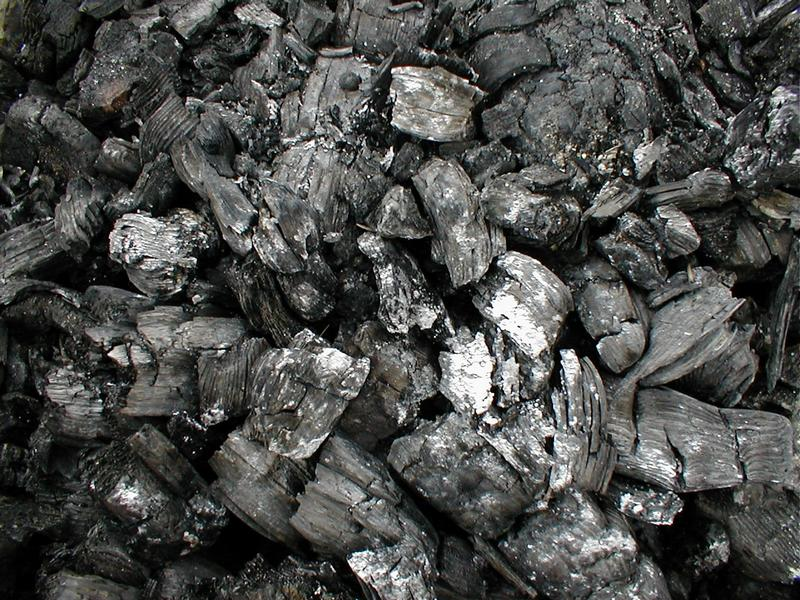
Träkol

Ett representativt exempel på en kemisk strukturformel för stenkol.
Varje hörn representerar en kolatom (C), hexagon med ring betyder aromatisk ring. Ju större andel sammanhängande aromatiska ringar, desto hårdare och mer likt grafit är kolet.

Kol är en beteckning på ett antal bränslen i fast form, varav flera är naturligen förekommande fossila bränslen. De bränslen som betecknas kol innehåller en hög andel av grundämnet kol, normalt minst 50% av vikten och 70% av volymen. Inget av dem utgörs dock av grundämnet i ren form, vilket ibland skapar viss begreppsförvirring på svenska. På flera andra språk har grundämnet och bränslet olika namn, exempelvis carbon (grundämnet) respektive coal (bränslet) på engelska, Kohlenstoff (grundämnet) respektive Kohle (bränslet) på tyska och carbone (grundämnet) och charbon (bränslet) på franska. 
Kol är en betydande energikälla för produktion av värme och elektricitet och kan även användas som råvara för syntetiska bränslen och andra produkter inom den petrokemiska industrin. Intresset för kol som energikälla har varierat i takt med priset på den mera värdefulla råoljan.
Förbränning av kol är en betydande orsak till koldioxidutsläpp. Trots det ökar användningen av kol och ökningen väntas fortsätta. 

## Olika typer av kol
En grov indelning av de olika typer av kol som förekommer ser ut som följer. I tekniska och geologiska sammanhang förekommer även indelningar i fler underkategorier.

### Fossila kol
Fossila kol är ett antal naturligen förekommande bergarter som har bildats i ekosystem i träsk där växtdelar räddades av vatten och lera från oxidation och nedbrytning. Av djurdelar anses däremot främst råolja ha bildats. Torv, i sig också ett bränsle, är ett förstadium till kol. Kol delas in i följande serie enligt hur långt växtmaterialet har omvandlats till kol. I serien ökar kolhalten och värmevärdet med stigande ålder, medan andelen flyktiga beståndsdelar minskar. Indelningen kan variera mellan olika länder.
- Brunkol är ett yngre fossilt kol med lägre energivärde, som huvudsakligen har sitt ursprung från den geologiska perioden tertiär. Brunkol är en sedimentär bergart och används främst för energiproduktion.
- Stenkol är ett äldre fossilt kol med högre energivärde, huvudsakligen med ursprung i den geologiska perioden karbon, som har fått sitt namn på grund av detta. Även stenkol är en sedimentär bergart och används förutom för energiproduktion även för tillverkning av koks.
- Antracit är ett ovanligt hårt fossilt kol med högt energivärde. Antracit kan anses vara en metamorf bergart då det har utsatts för högt tryck och temperatur.

### Övriga kol
- Koks framställs genom upphettning av kol, så de flyktiga beståndsdelarna försvinner, och återstoden delvis smälter ihop. [1]
- Träkol framställs genom upphettning av trä i en syrefattig miljö.

## Förekomst

### Utvinning
Beroende på kolådrornas placering och kolets kvalitet utnyttjas olika metoder för att bryta fossilt kol. Kol i djupa ådror bryts i underjordiska gruvor, medan ytliga ådror bryts i dagbrott. Kol kan även brytas genom att toppen av ett kolhaltigt berg sprängs bort, för att komma åt kolådror. Denna metod är dock mycket kontroversiell på grund av de enorma topografiska och ekologiska förändringar som den åstadkommer. Dessutom fylls ofta dalar igen med bortsprängd sten. Metoden har främst använts i Appalacherna.

### Reserver i världen
Vid slutet av år 2006 uppskattades världens utvinningsbara kolreserver till ett exagram (1 × 1015 kg eller 998 biljoner ton). Energivärdet hos världens samlade kolreserver är 27 zettajoule (2.7 × 1022 J), vilket kan förväntas räcka i 164 år.
| Land        | Stenkol och antracit | Brunkol | Totalt  | Andel i % |
| ----------- | -------------------- | ------- | ------- | --------- |
| USA         | 111 338              | 135 305 | 246 643 | 27,1      |
| Ryssland    | 49 088               | 107 922 | 157 010 | 17,3      |
| Kina        | 62 200               | 52 300  | 114 500 | 12,6      |
| Indien      | 90 085               | 2 360   | 92 445  | 10,2      |
| Australien  | 38 600               | 39 900  | 78 500  | 8,6       |
| Sydafrika   | 48 750               | -       | 48 750  | 5,4       |
| Ukraina     | 16 274               | 17 879  | 34 153  | 3,8       |
| Kazakstan   | 28 151               | 3 128   | 31 279  | 3,4       |
| Polen       | 14 000               | -       | 14 000  | 1,5       |
| Brasilien   | -                    | 10 113  | 10 113  | 1,1       |
| Tyskland    | 183                  | 6 556   | 6 739   | 0,7       |
| Colombia    | 6 230                | 381     | 6 611   | 0,7       |
| Kanada      | 3 471                | 3 107   | 6 578   | 0,7       |
| Tjeckien    | 2 094                | 3 458   | 5 552   | 0,6       |
| Indonesien  | 740                  | 4 228   | 4 968   | 0,5       |
| Turkiet     | 278                  | 3 908   | 4 186   | 0,5       |
| Grekland    | -                    | 3 900   | 3 900   | 0,4       |
| Ungern      | 198                  | 3 159   | 3 357   | 0,4       |
| Pakistan    | -                    | 3 050   | 3 050   | 0,3       |
| Bulgarien   | 4                    | 2 183   | 2,187   | 0,2       |
| Thailand    | -                    | 1 354   | 1 354   | 0,1       |
| Nordkorea   | 300                  | 300     | 600     | 0,1       |
| Nya Zeeland | 33                   | 538     | 571     | 0,1       |
| Spanien     | 200                  | 330     | 530     | 0,1       |
| Zimbabwe    | 502                  | -       | 502     | 0,1       |
| Rumänien    | 22                   | 472     | 494     | 0,1       |
| Venezuela   | 479                  | -       | 479     | 0,1       |
| Totalt      | 478 771              | 430 293 | 909 064 | 100,0     |

## Användningsområden

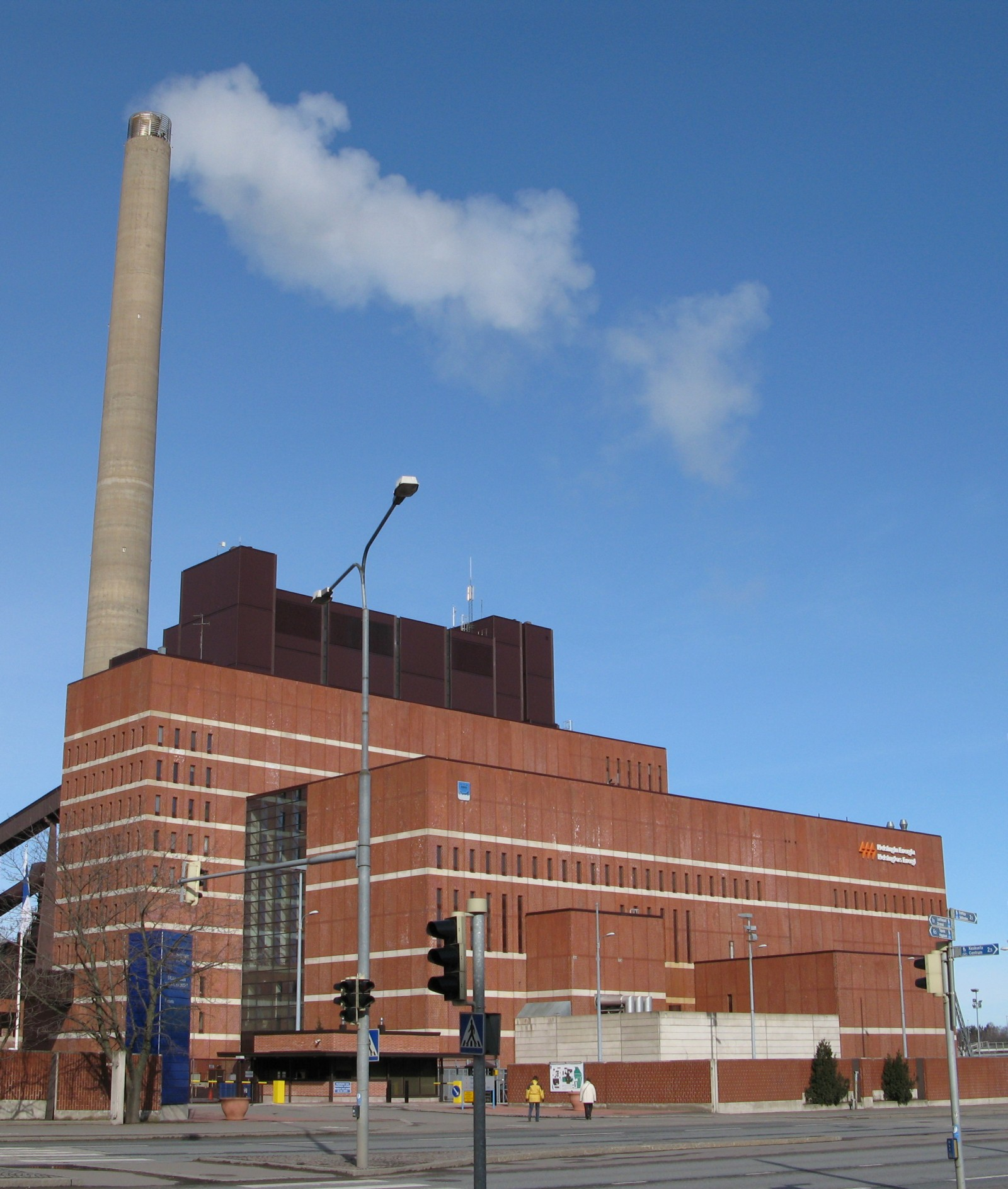
Ett kolkraftverk i Sundholmen, Helsingfors.

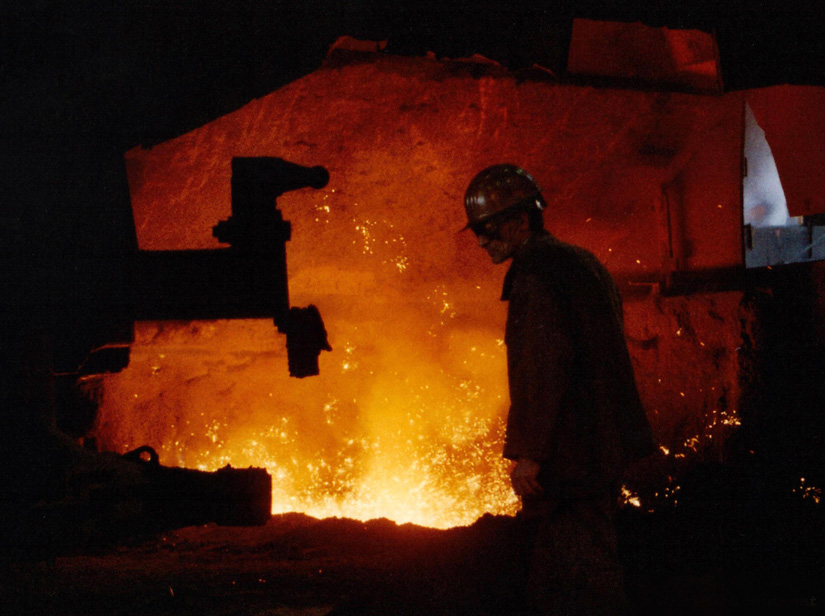
I en masugn reduceras järnoxid till järn med koks.

### Direkt förbränning
Som bränsle har kol använts redan före modern historieskrivning. 
Kol används framför allt som bränsle för uppvärmning och elproduktion, främst i större kolkraftverk. Ungefär 55 procent av allt kol används för produktion av elektricitet i hela världen. En stor del används även för direkt produktion av värme, ofta i mindre anläggningar. 
Kolkraftverk är värmekraftverk där ångturbiner omvandlar den vid förbränningen bildade värmen till elektricitet. Endast en mindre del, cirka 35-40% av värmen omvandlas dock till el, resten blir spillvärme. Vid kraftvärmeverk tas dock även en del av denna värme tillvara och utnyttjas som fjärrvärme. En stor del av världens energiproduktion kommer från kol. Speciellt Kina men även USA producerar en stor andel av sin elektricitet i kolkraftverk. Fördelen med kol är att det är billigt och enkelt att använda, nackdelen är dock miljökonsekvenserna (se nedan).

### Förgasning
Kol kan även förgasas. Den resulterande gasen, syntesgas eller syngas, kan användas för framställning av kemikalier och bränslen i vätskeform, till exempel metanol. Syngas är även ett bränsle i sig, och kan förbrännas i en gasturbin som producerar elektricitet. Ett kraftverk som utnyttjar både förbränning av syngas i gasturbiner och förbränning av fast kol i ångturbiner kan uppnå en mycket hög verkningsgrad. 
Tidigare förgasades kol genom torrdestillation till stadsgas. Detta är dock ovanligt idag på grund av att gasen är tämligen brandfarlig.

### Förvätskning
Kol kan förvätskas till drivmedel indirekt genom att syngas via Fischer-Tropsch-processen konverteras till kolväten, främst alkaner och alkener av varierande längd. Detta utfördes bland annat i Nazityskland under andra världskriget på grund av oljebrist. Bränslet lämpar sig bra som dieselolja. Syngas kan även förvätskas till metanol.
Kol kan även förvätskas direkt till bränslen i vätskeform. Även sådana metoder användes i Tyskland under andra världskriget. Alla metoder för att producera drivmedel i vätskeform från kol producerar dock koldioxid redan under tillverkningsprocessen. Att ersätta drivmedel baserade på petroleum med förvätskade kolbränslen skulle alltså innebära att mycket mera koldioxid släpptes ut till atmosfären.
Förvätskning av kol kallas ofta CTL, en förkortning av "Coal to liquids" (engelska för kol till vätska).

### Industriella processer
Kol används även i vissa industriella processer, såsom järnframställning. Vid järnframställning utgående från järnmalm reduceras järnoxider till rent järn i en masugn med hjälp av koks, eftersom grundämnet kol är ett starkt reduktionsmedel. Masugnsprocessen kräver kol i form av koks, men även en viss mängd pulveriserat kol kan tillsättas.  Tidigare användes träkol för detta ändamål, men det ledde till omfattande skogsskövling. I tekniska sammanhang spelar kolets storlek och form ofta en viktig roll. En form av kol som förekommer är briketter.

## Miljöaspekter
Vid förbränning av kol bildas alltid koldioxid. Träkol, som härstammar från levande träd, är dock ett biobränsle, eftersom de avverkade träden kan växa tillbaka och därmed åter absorbera den frigjorda mängden koldioxid. Förbränningen av träkol bidrar därmed i teorin inte till höjd koldioxidhalt i atmosfären.
Fossilt kol har däremot befunnit sig utanför kolets kretslopp under en lång tid, och bildas inte på nytt i samma takt som det utvinns. Förbränning av fossilt kol bidrar därmed till att frigöra ytterligare koldioxid i atmosfären, och kan således bidra till global uppvärmning. Eftersom kol innehåller förhållandevis fler kolatomer än olja och speciellt naturgas relativt sitt energiinnehåll (uttryckt som antal joule förbränningsvärme), leder användning av kol som bränsle till något större utsläpp av koldioxid vid samma energiproduktion. Olja och naturgas innehåller en högre andel väte, som vid förbränning bildar ofarlig vattenånga. Dessutom är kol-väte-bindningarna mer energirika än kol-kol-bindningar. Förbränning av kol är den största enskilda källan till koldioxidutsläpp i hela världen, lite högre än motsvarande utsläpp för olja, och dubbelt så hög som motsvarande utsläpp för naturgas.
Många kolbränslen, inte minst brunkol, innehåller en hel del andra ämnen än grundämnet kol. Vid förbränning krävs idag reningsanläggningar för att undvika utsläpp som förorenar närmiljön. Utsläpp av svaveldioxid, som härstammar från svavel i kolet, orsakade tidigare omfattande försurning av miljön. Idag utnyttjar de flesta kolkraftverk avsvavling i någon form. Svaveldioxiden kan till exempel renas från rökgaserna genom att bindas till kalk, varvid gips bildas.

Dagbrott kolgruva i Garzweiler, Tyskland. Högupplöst panorama.

### Fotnoter
1. 1 2 3 4 5   James A. Kent: Rriegel's Handbook of Industrial Chemistry: Coal Technology (Springer, 10:e upplagan, 2003)
2. ↑  Nationalencyklopedins nätupplaga, uppslagsordet "kol", läst 2 april 2010
3. ↑  International Energy Outlook 2007 Chapter 5 Coal
4. ↑  ”BP Statistical review of world energy June 2007” (XLS). British Petroleum. juni 2007. Arkiverad från originalet den 6 februari 2009. https://web.archive.org/web/20090206104056/http://www.bp.com/liveassets/bp_internet/globalbp/globalbp_uk_english/reports_and_publications/statistical_energy_review_2007/STAGING/local_assets/downloads/spreadsheets/statistical_review_full_report_workbook_2007.xls. Läst 22 oktober 2007.
5. ↑  Utsläpp av koldioxid i hela världen fördelar sig på följande sätt (i miljarder ton koldioxid): 
  - Naturgas: 5,840.07
  - Petroleum: 10,995.47
  - Kol: 11,357.19

Enligt Energy Information Administration, USA (2005) Arkiverad 23 maj 2011 hämtat från the Wayback Machine.